# Antoine Lasalle
Antoine Charles Louis Lasalle (10. května 1775, Mety – 6. července 1809) byl francouzský generál z doby Velké francouzské revoluce a prvního císařství.

## Život
Antoine Lasalle se narodil 10. května 1775 Pierremu Nicolasi de la Lasalle a jeho ženě Suzanně. 19. července 1786 se stal náhradním poručíkem v královském pluku Alsace. Roku 1791 byl přidělen k 24. jezdeckému pluku, ze kterého brzy vystoupil a jako prostý občan se zapsal do lidové sekce Pikenýrů. Díky tomu, že se projevoval jako dobrý vlastenec, mohl jako dobrovolník bojovat proti první koalici a za tři měsíce po vstupu mezi dobrovolníky byl zařazen k nové regulérní armádě, tedy k 23. pluku jízdních myslivců. Roku 1793 u Landrecies vjel mezi děla anglické baterie a pobil obsluhu, za což měl být povýšen na důstojníka, to ale odmítl. Při pokusu o další takový kousek byl Lasalle zraněn. Po návratu z vojenského špitálu přešel k Italské a Alpské armádě spojené v jednu, ta však byla brzy rozdělena. Lasalle šel s Alpskou, jíž velel generál Kellermann, Italské velel Napoleon Bonaparte. Lasalle roku 1796 přešel k Bonapartovi, u nějž ukázal velkou odvahu, ale během ústupu na Mantovu, když nesl zprávu veliteli Brescie byl Rakušany zajat. V zajetí zaujal generála Wurmstera, který jej po bitvě u Castiglione vyměnil. 16. listopadu 1796 byl Lasalle povýšen na kapitána. Po propuštění ze zajetí byl Lasalle ve Vicenze, kde si začal milostný románek se vdanou markýzou De Sali, jež neskončil ani ústupem Francouzů z Vicenzy. Brzy po odchodu z Vicenzy, když generál Masséna potřeboval nějaké zprávy o plánech a pohybech Rakušanů, prohlásil, že ve Vicenze mu je obstará. Pro tento úkol dostal nevelký oddíl jezdců (18 mužů), kteří nebyli od Rakušanů k rozeznání. 17. prosince 1796 se dostali do Vicenzy, kde se Lasalle setkal s markýzou, od níž dostal informace o Rakušanech. Jejich setkání nakonec přerušilo odhalení Francouzů a Lasalle se musel z Vicenzy probít, a to přesto, že většina jezdců zůstala před Vicenzou. Díky nájezdu na Vicenzu se stal velitelem eskadrony 7. zdvojeného husarského pluku. 

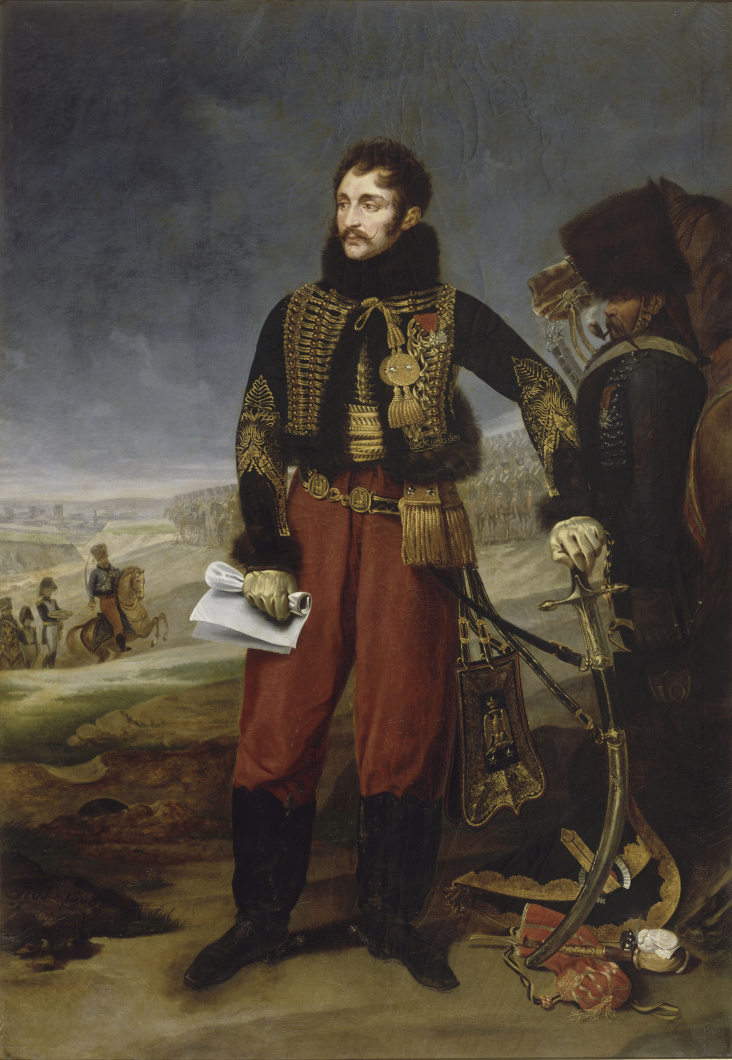
Generál Lasalle

Brzy poté začali Rakušané všemi silami v Itálii silný nápor. Napoleon se rozhodl neustoupit, ale čelit mu. 14. ledna 1797 se Lasalle proslavil v bitvě u Rivoli, po níž začal rakouský ústup. Měl začít postup z Itálie, ale markýza De Sali žádala Lasalla, aby neodcházel. To nemohl splnit a markýza spáchala sebevraždu. Brzy po její smrti (když Francouzi dosáhli Lubna) začal jeho další románek s Josephine Joanne d'Aguilon, manželkou Victora Léopolda Berthiera, jež mu brzy porodila syna. Lasalle se zúčastnil tažení proti papežskému státu. Pod Davoutem sloužil na egyptském tažení, kde znova v nejedné bitvě ukázal velkou odvahu a dosáhl zde povýšení na plukovníka. Z jeho dopisů paní Berthierové se zjistilo, že s ní má poměr, což vedlo k jejímu rozvodu s Berthierem. Po návratu z Egypta Lasalle musel do Španělska, kde se o něm šířily skandální historky. Po návratu 3. prosince 1803 se oženil s Josephinou d'Auguillon. Roku 1804 se z Napoleona stal francouzský císař a z Lasalla se stal komandér Řádu čestné legie. Roku 1805 byl povýšen na brigádního generála a dostal pod vedení brigádu dragounů. S touto brigádou se nijak neproslavil, proto dostal brigádu složenou z 5. a 7. husarského pluku.
Během války s Pruskem zažil Lasalle potupu, když nechal uniknout generála Blüchera, za což byl císařem pokárán a dokonce kvůli tomu chtěl spáchat sebevraždu, v čemž mu zabránil plukovník Schwartz. 29. října 1806 stanul před Štětínem a při jeho dobývání se znovu proslavil. 26. prosince 1806 u Golimyna, když chtěl zaútočit, se jeho muži rozutekli. Za to je poslal do dělostřelecké palby, kde je nechal po zbytek boje. Během polského tažení byl Lasalle už divizním generálem a dostal pod vedení lehkou divizi a znovu se jako její velitel proslavil. Poté byl poslán do bouřlivého Španělska, kde uštědřil povstalcům těžké porážky.
Poté odjel do Paříže, aby převzal divizi lehkého jezdectva, neboť začala další válka s Rakouskem.
Po převzetí velení nad divizí se spojil s Napoleonovou armádou před bitvou u Aspern-Esslingu (21.-22. května 1809), během níž se proslavil opět, ale bitvu Napoleon prohrál. 23. června s Lauristonem Lasalle dobyl uherskou pevnost Ráb. 5. července sepsal Lasalle závěť, ještě ten den večer začala bitva u Wagramu, v níž Lasalle zahynul, když vedl kyrysníky do útoku a byl zasažen kulí do čela.